# 澤村
6°47′N 2°18′E / 6.783°N 2.300°E

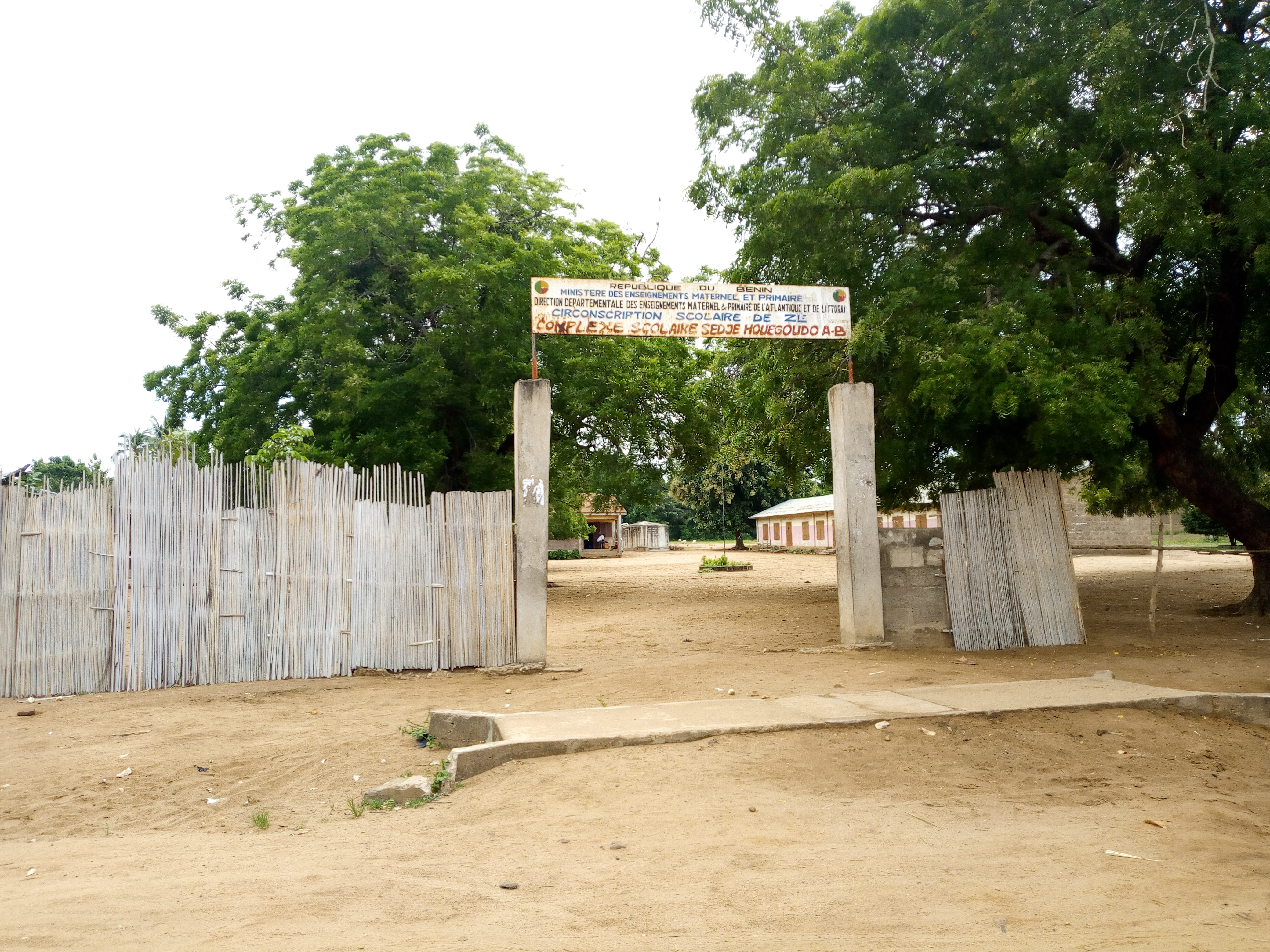
澤村的小學

澤村（法語：Zè）是貝寧的城鎮，位於該國南部，由大西洋省負責管轄，面積543平方公里，海拔高度70米，2013年該城鎮人口106,913，人口密度每平方公里197人。